# MLB All-Star Game 1950
MLB All-Star Game 1950 – 17. Mecz Gwiazd ligi MLB, który rozegrano 11 lipca 1950 roku na stadionie Comiskey Park w Chicago. Mecz zakończył się zwycięstwem National League All-Stars 4–3 po rozegraniu 14 inningów. Spotkanie obejrzało 46 127 widzów. Był to pierwszy All-Star Game, w którym konieczne było rozegranie dodatkowych inningów.

## Wyjściowe składy
| National League | National League | National League | National League | American League | American League | American League | American League |
| #               | Zawodnik        | Klub            | Pozycja         | #               | Zawodnik        | Klub            | Pozycja         |
| --------------- | --------------- | --------------- | --------------- | --------------- | --------------- | --------------- | --------------- |
| 1               | Willie Jones    | Phillies        | 3B              | 1               | Phil Rizzuto    | Yankees         | SS              |
| 2               | Ralph Kiner     | Pirates         | LF              | 2               | Larry Doby      | Indians         | CF              |
| 3               | Stan Musial     | Cardinals       | 1B              | 3               | George Kell     | Tigers          | 3B              |
| 4               | Jackie Robinson | Dodgers         | 2B              | 4               | Ted Williams    | Red Sox         | LF              |
| 5               | Enos Slaughter  | Cardinals       | CF              | 5               | Walt Dropo      | Red Sox         | 1B              |
| 6               | Hank Sauer      | Cubs            | RF              | 6               | Hoot Evers      | Tigers          | RF              |
| 7               | Roy Campanella  | Dodgers         | C               | 7               | Yogi Berra      | Yankees         | C               |
| 8               | Marty Marion    | Cardinals       | SS              | 8               | Bobby Doerr     | Red Sox         | 2B              |
| 9               | Robin Roberts   | Phillies        | P               | 9               | Vic Raschi      | Yankees         | P               |

| Zespół                                                                                            | 1 | 2 | 3 | 4 | 5 | 6 | 7 | 8 | 9 | 10 | 11 | 12 | 13 | 14 | R | H  | E |
| ------------------------------------------------------------------------------------------------- | - | - | - | - | - | - | - | - | - | -- | -- | -- | -- | -- | - | -- | - |
| National League                                                                                   | 0 | 2 | 0 | 0 | 0 | 0 | 0 | 0 | 1 | 0  | 0  | 0  | 0  | 1  | 4 | 10 | 0 |
| American League                                                                                   | 0 | 0 | 1 | 0 | 2 | 0 | 0 | 0 | 0 | 0  | 0  | 0  | 0  | 0  | 3 | 8  | 1 |
| WP: Ewell Blackwell (1–0) LP: Ted Gray (0–1) Home runy: NL: Ralph Kiner (1), Red Schoendienst (1) |   |   |   |   |   |   |   |   |   |    |    |    |    |    |   |    |   |

## Składy
| Miotacze - Tommy Byrne (1) - Bob Feller (8) - Ted Gray (1) - Art Houtteman (1) - Bob Lemon (3) - Vic Raschi (3) - Allie Reynolds (3) - Ray Scarborough (1) Łapacze - Yogi Berra (3) - Jim Hegan (3) - Sherm Lollar (1) |  | Wewnątrzpolowi - Jerry Coleman (1) - Bobby Doerr (8) - Walt Dropo (1) - Ferris Fain (1) - Tommy Henrich (5) - George Kell (4) - Cass Michaels (2) - Phil Rizzuto (2) - Vern Stephens (7) Zapolowi - Joe DiMaggio (12) - Dom DiMaggio (5) - Larry Doby (2) - Hoot Evers (2) - Ted Williams (8) |  | Menadżer - Casey Stengel Trenerzy - Frankie Crosetti - Bill Dickey |

| Miotacze - Ewell Blackwell (5) - Larry Jansen (1) - Jim Konstanty (1) - Don Newcombe (2) - Robin Roberts (1) - Preacher Roe (3) - Bob Rush (1) - Warren Spahn (3) Łapacze - Roy Campanella (2) - Walker Cooper (8) |  | Wewnątrzpolowi - Gil Hodges (2) - Willie Jones (3) - Marty Marion (8) - Stan Musial (7) - Pee Wee Reese (6) - Jackie Robinson (2) - Red Schoendienst (4) - Eddie Stanky (3) Zapolowi - Ralph Kiner (3) - Andy Pafko (5) - Hank Sauer (1) - Dick Sisler (1) - Enos Slaughter (7) - Duke Snider (1) - Johnny Wyrostek (1) |  | Menadżer - Burt Shotton Trenerzy - Jake Pitler - Milt Stock |

- W nawiasie podano liczbę powołań do All-Star Game.